# Musculus stapedius
De musculus stapedius of stijgbeugelspier is een van de twee spieren van de trommelholte (middenoor). Het spiertje is de kleinste dwarsgestreepte spier in zoogdieren.
De musculus stapedius ontspringt in een kanaal langs de buis van Eustachius. De pees loopt door de opening van de eminentia pyramidalis en hecht aan op de kop van de stijgbeugel.
Deze spier wordt geïnnerveerd door de nervus stapedius, een zijtak van de hersenzenuw nervus facialis.
De musculus stapedius trekt de stijgbeugel uit het ovale venster. Dit gebeurt bij hard geluid (luider dan 85 dB). Dit wordt wel de stapediusreflex genoemd. Hij maakt het gehoorsysteem aldus minder gevoelig (een vermindering van ongeveer 15 dB). Deze spier werkt agonistisch met de andere spier van de trommelholte, de musculus tensor tympani.
Na de geboorte heeft de musculus stapedius eerder een volwassen spiervezeltype samenstelling dan ademhalingsspieren. Het kan dus ook voor pasgeborenen belangrijk zijn het gehoor te beschermen. Experimenten in 2007 aan ratten laten zien dat het spiertje dagelijkse activiteit nodig heeft, veroorzaakt door geluid in de omgeving, om zijn normale spiervezeltype samenstelling te behouden.